# الدوري التركي لكرة السلة 2016–17
الدوري التركي لكرة السلة 2016–17 (بالتركية: 2016-17 Basketbol Süper Ligi)‏ هو موسم من الدوري التركي لكرة السلة. أشرف على تنظيمه الدوري التركي لكرة السلة، وفاز فيه فنربخشة لكرة السلة.